# Karl Albrecht I. (Hohenlohe-Waldenburg-Schillingsfürst)
Karl Albrecht I. Friedrich Ignatius Franz Fürst zu Hohenlohe-Waldenburg-Schillingsfürst (* 22. September 1719 in Schillingsfürst; † 25. Januar 1793 in Wien) war von 1753 bis 1793 der 2. Fürst der katholischen Linie Waldenburg-Schillingsfürst des Hauses Hohenlohe.

## Herkunft
Fürst Karl Albrecht I. war ein Sohn von Fürst  Philipp Ernst zu Hohenlohe-Waldenburg-Schillingsfürst (* 1663; † 1759) und dessen zweiter Ehefrau Maria Anna von Oettingen-Wallerstein (* 1680; † 1749), eine Tochter des Grafen Philipp Karl von Oettingen-Wallerstein (* 1640; † 1680) und der Eberhardine Sophie Juliane von Oettingen-Oettingen (* 1656; † 1743).

## Leben
Am 20. September 1735 wurde er an der Universität Fulda von dem Jesuiten-Professor Josef Frankfurter zum Doktor der Philosophie promoviert. 1743 bestimmte ihn sein Vater anstelle seines älteren Halbbruders Philipp Ernst (* 1704; † 1759) zum Nachfolger als Fürst zu Hohenlohe-Waldenburg-Schillingsfürst. 1746 erhielt Karl Albrecht bereits einen Teil der Herrschaft. Im Jahre 1751 setzte ihn sein Vater als Mitregenten für das gesamte Fürstentum ein und 1753 dankte der Vater offiziell ab, so dass Karl Albrecht I. schon zu Lebzeiten des Vaters der neue Fürst zu Hohenlohe-Waldenburg-Schillingsfürst war.
Aus der Regierungszeit des Fürsten sind zahlreiche Korrespondenzen meist in französischer Sprache überliefert. Aus den Briefen gehen die politischen Ansichten des Fürsten hervor, die auf einem streng-konservativen Katholizismus und einer gegen die Aufklärung gerichteten Geisteshaltung beruhten. Bestrebungen zur politischen Teilhabe breiterer Schichten der Gesellschaft betrachtete der Fürst mit Argwohn. So war er auch ein entschiedener Gegner der Reformen von Kaiser Josef II. im Sinne des aufgeklärten Absolutismus.
Im Jahre 1763 veranlasste Fürst Karl Albrecht I. die Herausgabe einer katholischen Bibelübersetzung der lateinischen Vulgata in deutscher Sprache. Sie wurde bei den Nürnberger Rats- und Kanzleidruckern Johann Joseph Fleischmann und Christian de Launoy in Großfolio aufgelegt und war mit 212 Kupferstichen ausgestattet.
In Schillingsfürst gründete der Fürst ein Erziehungsinstitut für Jungen von Adel und aus dem Honoratiorenstand, in welchem diese im Alter von sieben bis 18 Jahren erzogen werden konnten. Die Leitung oblag den Jesuiten, so dass der Fortbestand der Anstalt durch die Aufhebung des Jesuitenordens 1773 gefährdet war. In einem Brief an Papst Clemens XIV. sprach sich Karl Albrecht dafür aus, den Fortbestand des Jesuitenordens für Unterrichtszwecke weiter zu gestatten.
Neben Briefwechseln mit Diplomaten und Adeligen stand der Fürst auch mit den Päpsten Clemens XIII. und Pius VI. in brieflichem Kontakt. Der Briefwechsel mit Papst Clemens XIII. erstreckte sich über die Jahre 1765 bis 1769 und derselbe mit Papst Pius VI. vom Beginn von dessen Pontifikat 1775 bis zum Tod des Fürsten Karl Albrecht. Es ging dabei um religiöse und politische Fragen, die zum Beispiel den Einfluss des Papstes auf dem immerwährenden Reichstag in Regensburg betrafen.
Mit dem Wunderheiler Johann Joseph Gaßner, den er zeitweilig an seinem Hof aufnahm, stand der Fürst in engerem Kontakt, wenngleich er von Seiten der Kirche gewarnt wurde, hier Vorgänge zu gestatten, die den Katholizismus schädigen könnten.
Für die wachsende katholische Gemeinde in Waldenburg ließ der Fürst von 1791 bis 1793 die Schlosskirche errichten, die der Allgäuer Baumeister Christian Dornacher ausstatte.
Die Herrschaft von Fürst Karl Albrecht I. war überschattet von einem Vater-Sohn-Konflikt, der dadurch entstand, dass der Vater die 1773 von seinem Sohn Karl Albrecht II. geschlossene Ehe mit der Ungarin Judith Reviczky nicht als standesgemäß ansah und deshalb mit dieser Schwiegertochter zeitlebens keinen Kontakt haben wollte.
Der Fürst hinterließ seinem Sohn und Nachfolger einen Schuldenberg von 600.000 Gulden.

## Familie
Fürst Karl Albrecht I. heiratete am 7. Februar 1740 in Wien Prinzessin Sophie Wilhelmine (* 7. August 1721; † 29. September 1749), eine Tochter des Fürsten Dominik Marquard zu Löwenstein-Wertheim-Rochefort. Aus dieser Ehe gingen vier erwachsen gewordene Kinder hervor:
- Maria Anna (Marianne) Theresia Sophia (* 23. Februar 1741 in Schillingsfürst; † 16. Januar 1817 ebenda), Stiftsdame in Essen und in Thorn
- Karl Albrecht II. Fürst zu Hohenlohe-Waldenburg-Schillingsfürst (* 21. Februar 1742 in Schillingsfürst; † 14. Juni 1796 in Kupferzell) ⚭ (1. Ehe) am 19. Mai 1761 in Horazdiowitz mit Prinzessin Leopoldine zu Löwenstein-Wertheim-Rochefort (* 28. Dezember 1739; † 9. Juni 1765); ⚭ (2. Ehe) am 15. August 1773 in Kazmir (Ungarn) mit Judith Freiin Reviczky von Revisnye (* 8. September 1753 in Nádudvar; † 16. November 1836 in Oradea)
- Karl Philipp Franz Nepomuk (* 17. Oktober 1743 in Schillingsfürst; † 21. Januar 1824 in Luzern), Komtur und Großkreuz des Malteserordens zu Tobeln in der Schweiz
- Franz Karl Joseph (* 27. November 1745 in Waldenburg; † 9. Oktober 1819 in Augsburg), Bischof von Augsburg

Fast 22 Jahre dem Tod seiner ersten Frau heiratete Fürst Karl Albrecht I. ein zweites Mal am 29. Oktober 1771 in Senones (Lothringen) Prinzessin Josepha zu Salm-Salm (* 26. Dezember 1736; † 25. Oktober 1799), eine Tochter des Fürsten Nikolaus Leopold zu Salm-Salm. Diese Ehe blieb kinderlos.